# Хуй
Хуй (МФА: [xui̯]ⓘ) — одне з основних слів слов'янської ненормативної лексики, корінь якого є словотворчим для безлічі інших слів і виразів. Використовується в значенні «чоловічий статевий член» та багатьох інших. Слово «хуй» є питомою лексикою (тобто не запозичувалось з інших мов) та відоме більшості слов'янських мов: українській, русинській, білоруській, російській, болгарській, польській, сілезькій, кашубській, чеській, словацькій, паннонській русинській та прямо чи опосередковано засвідчене у мертвих мовах: давньоруській і давньопольській.

## Етимологія
Сучасная лінгвістика безперечно вважає слово «хуй» частиною питомої слов'янської лексики та відкидає можливість того, що воно є мовним запозиченням. Надійну версію етимології слова «хуй», що розкриває формально-фонетичну і семантичну еволюцію слова та яка є беззастережно загальноприйнятою серед сучасних лінгвістів, висунув у 1908 році данський мовознавець Гольґер Педерсен, який зробив значний внесок у розвиток порівняльно-історичної лінгвістики.
Всі відомі слов'янські лексеми: українське хуй, русинське хуй, білоруське хуй, російське хуй, болгарське хуй, польське chuj, сілезьке chuj, кашубське chùj, чеське chuj, словацьке chuj, паннонське русинське хуй, давньоруське хоуи і давньопольське chuj ‒ сходять до праслов'янської форми *xȗjь «статевий член», яка походить від ще давнішого прабалто-слов'янського *skaujás, яке в свою чергу, від праіндоєвропейського *skowyós «шип, спичак», утвореного з допомогою суфіксу чол. р. *-ós від o-ступеня *skwoy- пра-і.є. кореня *skwey- «шип, колючка, голка; колюча рослина». Серед фонетичних змін в *skowyós > *skaujás > *xȗjь, більшість яких відбулися у ранньопраслов'янський період, можна відзначити:
1. Давня метатеза *sk- > *ks- із подальшою дією закону Педерсена і спрощенням груп приголосних *ks- > *kš- > *kx- > *x-;
2. Регулярний прабалто-слов'янський перехід *ow (*ou̯) > *au та пізніша монофтонгізація дифтонгів *-au- > *-ȗ-;
3. Типова зміна закінчення *-yós > *-jás > *-juš > *-ju > *-jь з появою редукованого голосного і відпадінням прикінцевого приголосного;

### Споріднені слова
Чергуванням голосних в праіндоєвропейському корені під назвою «швебеаблаут» (нім. Schwebeablaut) ‒ варіацією аблауту за схемою CeRC ~ CRC ~ CReC (*skowy- : *skuy- : *skwoy-), праслов'янське *xȗjь напряму пов'язане зі словом «хвоя», утворюючи з ним класичну пару повноти / стислості кореня та суфікса. Від пра-і.є. *skwoy- + суфікс жін. р. *-éh₂ > *skwoyéh₂ «голка, колючка» > пра-б.сл. *skwajā́ˀ > прасл. *xvòja «голки і гілки хвойних дерев» походять слов'янські: укр., біл. і рос. хво́я, ст.-укр. хво́ꙗ «хвоя; сосна», сербохорв. хво́ја : hvója «гілка, пагін», словен. hȏja «ялина; хвоя», пол. choja, полаб. χ́ǘöja «сосна», дав.-чеськ. chvojě, чеськ. chvoje, словац. chvoja «хмиз; хвоя», в.-луж. khója та похідні (*xvojina >) болг. хво́йна «ялівець», дав.-пол. і пол. choina «сосна; глиця», каш. chòjna, словін. chôjna, н.-луж. chójna «сосна». Від форми пра-і.є. *skwoyéh₂ : *skuyéh₂ з іншим складоутворенням > пра-б.сл. *skujā́ˀ, розвинулися споріднені слова у балтійських мовах ‒ лит. skujà «голка хвої; шишка», латис. skuja «голка ялини». Також Іван Дуриданов реконструює в дакській мові *skuia «ялинка», на основі давньогрецького топоніму Σκουάνες (Skouánes).
Найближчим індоєвропейським когнатом, тотожним слов'янському *xȗjь є албанське hu «кілок, палиця; чоловічий член», в гегських говорах hû, hûni ‒ яке продовжує праалб. *skuna з вторинним носовим суфіксом, що сходить до більш раннього *skuja < від пра-і.є. *skuyós : *skowyós. Однокореневим також є алб. hundë «ніс; конічний виступ», яке походить від праалбанського *skuntā «морда, рило», утвореного від *skuna.
Споріднені слова в кельтських мовах сходять до пракельт. *skʷiyats «колючий чагарник, глід» < від пра-і.є. *skwi(y)h₂ets, яке зберігає нульовий ступінь кореня *skwi(y)- : *skwoy- «шип, колючка, голка; колюча рослина». В бритських мовах воно дало прабрит. *spɨðad «кущі терну, глід», від якого походять ‒ брет. spezad «аґрус» (від сер.-брет. spezadenn), корн. spethas «шипшина», валл. ysbyddad «глід» (від сер.-валл. yspidat, ysbyddaden < дав.-валл. ispidattenn). В гойдельських мовах нащадками є дав.-ірл. scé, мн. sciad «глід, обліпиха» > сер.-ірл. scé, мн. sciach, від якого ‒ ірл. sceach «глід, обліпиха; шипшина, ожина, терен», менс. sceach, шотл. гел. sceathan «терновий кущ». Також реконструюють пікт. *ᚄᚚᚔᚌᚐᚇ (*spijad), сліди якого розглядають у деяких гідронімах Шотландії, як річка Спей.
Прихильники спірної ностратичної теорії, мовознавці Владислав Ілліч-Світич, Сергій Старостін та Арон Долгопольський зводять індоєвропейські лексеми, ще в більшу давнину до праностратичного кореня з семантикою «колючка рослини; вістря» ‒ *c'wVxjV (*cujḥa / *ć̣uyɣa).
- - Картвельські мови — пракартвел. *cxam- (*cxwi-) «колючка, голка» > груз. ცხემლი (cxemli) «спиця; голка», сван. ცხუი (cxûi) «стріла; жало»;
  - Уральські мови — праурал. *šuje, *šoje «голка» > фін. і ест. hui, півд.-саам. soeje «голка для плетіння сітки», комі і удм. ши (ši) «спис, вістря»;
  - Монгольські мови — прамонг. *soya-xa «ікло; гак; пагін» > кл.-монг. ᠰᠣᠶᠤᠭ ᠠ (soyuɣ'a) «бивень, ікло», монг. соёо (sojō), бур. һоёо (hojō) «ікло»;
  - Тюркські мови — пратюрк. *soya-gu > караханид. سُيـٰاغوُ‎ (soyağu) «шпора у півня», каз. сояу (soiau) «стерня; скіпка, скабка; хвоя»;
  - Тунгусо-маньчжурські мови — пра-т.р. *šǖje > евенк. чӣе (čīje) «хвоя; вилізла шерсть», негід. чи̣йа (čịja), маньчжур. ᠰᡠᠵᠠ (suja) «хмиз, гілля»;
  - Корейські мови — пракор. *sāi > кор. 새 (sae) «солома; злакові» (від сер.-кор. 새〯 (sǎy) «солома»);
  - Японсько-рюкюські мови — праяп. *sǝ̀jà > яп. 征矢 (soya) (від сер.-яп. і дав.-яп. sòjà), 矢 (ya) «стріла»;
  - Ескімосько-алеутські мови — праескімос. *ciʁu-nǝʁ > центр.-аляск.юпік. і алут. ciʁunǝq, наук. siʁunǝq, нунів. ciɣun «ріг»;
  - Дравідійські мови — прадравід. *sī- > там. சீக்காய் (cīkkāy), тел. సీకాయ (sīkāya) «шікакай (вид акації)»;

### Альтернативні версії
- Австрійський лінгвіст Веріанд Мерлінґен у 1958 році запропонував виводити прасл. *xȗjь з пра-і.є. *keh₂uyos, зв'язавши його з лат. cauda, нар.-лат. cōda «хвіст; пеніс»[14] < від праітал. *kaudā < від пра-і.є. *keh₂udeh₂ < *keh₂w- «хвіст»[15]. Що зробило б спорідненими такі словами, як рум. coadă, італ. coda, ісп. і порт. cola, кат. cua, фр. queue «хвіст». Пізніше цю реконструкцію назвали помилковою[2].

## Історія вживання

### В давньоруській мові

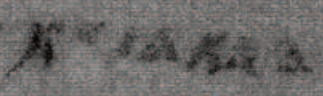
хуꙗмъ
(перша пол. ‒ серед. 14 ст.)

В давньоруській ‒ мові Руси наявність лексеми хоуи (МФА: [ˈxujɪ]→[ˈxuj]) досі доводилася лише непрямими свідченнями. Але все змінилося 22 червня 2022 року, після публікації статті в німецькому науковому журналі «Die Welt der Slaven» за авторством лінгвістів Вадима Б. Криська та Ігоря М. Ладиженського. Мовознавці дослідили одне давньоруське Євангеліє (Тип. 21), написане в першій половині ‒ середині 14 століття. В ньому містяться 3 маргіналії (записи на полях) за авторством попа Сави, який жив в 1300-х роках. Одна з маргіналій добре прочитується, а ось дві інші були витерті та вишкрябані. Втрачені записи були відскановані з високою роздільною здатністю та оброблені плагіном DStretch, спеціально розробленим для вивчення наскального живопису первісних людей. Це дозволило практично повністю візуалізувати обидва записи і прочитати втрачений текст, з чого стало очевидним, що причиною видалення записів є їх вкрай непристойний зміст. Відновлений запис на аркуші 1 має такий рядок: … ꙁ голꙑмъ хуꙗмъ по оулици («… з голим хуєм по вулиці»). Форма «х[у]ꙗмъ», що цілком однозначно прочитується незважаючи на втрату нижнього елемента букви «у», відбиває діалектну рису автора ‒ післянаголошене якання у флексії орудного відмінка однини. Інтерпретація даного написання як діалектної реалізації форми «хуѥмъ» не викликає сумнівів. Таким чином, це є найдавнішою фіксацією праслов'янської лексеми *xȗjь у найдавніший період писемної східнослов'янської історії.

### В українській мові

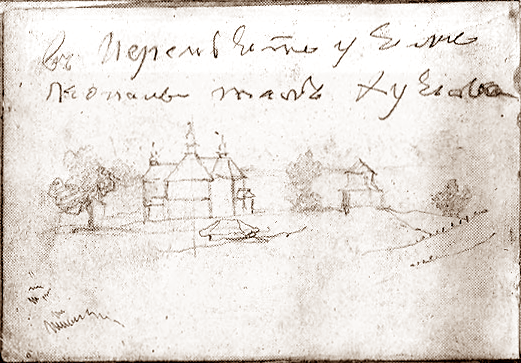
въ Перепьꙗти у ꙗми,
копалы тамъ хуꙗмы

Однією з перших фіксацій слова «хуй» в сучасній українській мові, можна вважати запис Тараса Григоровича Шевченка у своєму альбомі від червня-липня 1846 року: «въ Перепьꙗти у ꙗми, копалы тамъ хуꙗмы» (сучасне написання: «в Переп'яті у ямі, копали там хуями»).

## Варіанти вжитку
У російському маті використовується:
- у прямому значенні («статевий член»);
- як займенник, тому що заміняє практично кожний одухотворений іменник чоловічої статі (ту ж роль для неживих грає «хуйовіна»). Емоційне забарвлення в цьому випадку нейтральне або слабонегативне[17] ;
- в ідіоматичних оборотах (наприклад, «забити хуй на …»: тобто припинити приділяти чомусь або комусь увагу, не піклуватися про що-небудь).

## Ареал слова

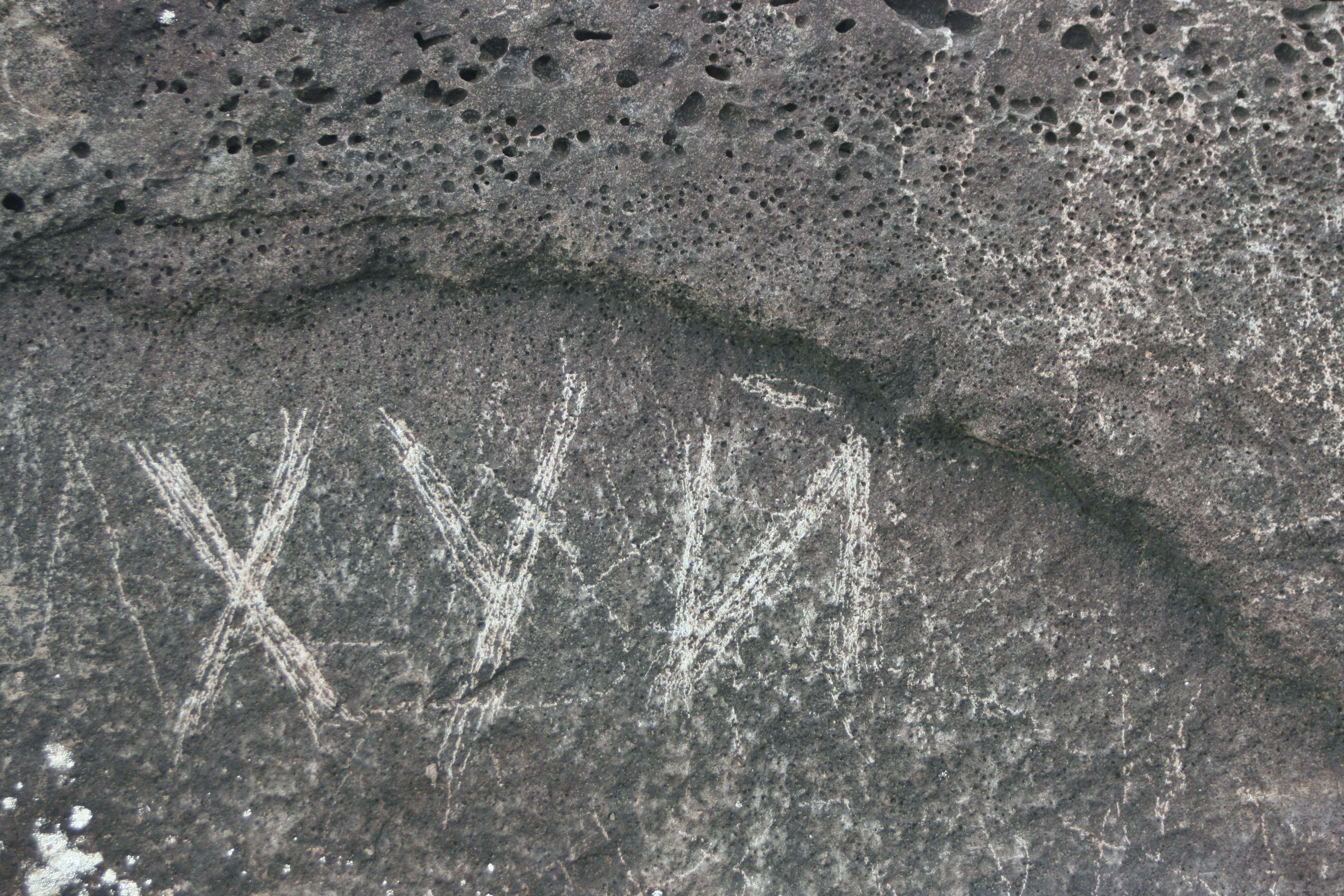
Слово «хуй», написане на скелі. Острів Оаху, Гаваї

«Хуй» — найбільш продуктивний словотворчий корінь серед усієї російської лексики і входить до ряду стійких словосполучень, які використовуються різними верствами населення в повсякденному спілкуванні. За даними О. Плуцера-Сарно, входить більш ніж у 1200 мовних кліше. Як словотворчий корінь використовується в ряді дієслів, утворених приставковим способом (напр., «нахуяритись» тощо) і віддієслівних форм, які мають високий ступінь десемантизації або абстракції та часто є замінниками дієслів (займенникове дієслово) з більш специфічним змістом у розмовній мові, що не вимагає точності.
У першому томі «Словника російського мату» Олексія Плуцера-Сарно є 503 ідіоми фразеологізмів, граматичних та лексичних кліше зі словом «хуй». Похідні слова «хуй» покривають велику кількість семантичних полів.

## Історія вживання в російській мові
Саме слово і фразеологічні вирази з цим словом вважаються грубими висловами, неприйнятними в пристойному суспільстві: у громадських місцях, у літературі, в періодичній пресі, на телебаченні та радіо.
За старих часів традиція майданних вистав з використанням мату була і в інших народів. Саме слово, його похідні та фразеологічні звороти з ним широко відомі у фольклорі з незапам'ятних часів (наприклад у частівках, примовках).
Фольклористи XIX століття зафіксували вживання слова в народних казках та народних піснях (напр. А. Н. Афанасьєв, І. І. Срезневський). Саме слово та його похідні представлені в 3-му виданні «Тлумачного словника живої великоросійської мови» та «Руських заповітних прислів'ях та приказках» В. І. Даля.
З ХІХ століття веде свою традицію жанр лайливих пародій на відомі літературні твори. Слово зустрічається в ранніх творах Пушкіна (ліцейська обсценно-порнографічна балада Тінь Баркова), у Чехова. Пушкініст М. О. Цявловський у своїй роботі "Коментарі до балади О. Пушкіна "Тінь Баркова"" вказує на те, що з усіх лайливих слів Пушкін у своїй баладі найчастіше використовує саме слово "хуй", його похідні та синоніми...:
— Нецензурні вульгаризми балади за ступенем їхньої ексгібаційної виразності можна поділити на кілька груп. Насамперед треба виокремити слова: хуй, хуїна, єлда, єлдак, плешь і мудьо. Оскільки "мотив" цього органа — основний у баладі, то й слова ці трапляються в ній частіше за всі інші паскудні слова. Слово "хуй" ужито тринадцять разів (вірші 14, 24, 47, 66, 79, 82, 176, 188, 209, 213, 221, 259 і 272), "хуїна" - два (вірші 55 і 251), "хуїний" - один (вірш 141), "єлда" - чотири (вірші 12, 106, 125 і 184), "єлдак" - п'ять (вірші 33, 64, 133, 151 і 260), "батіг" - п'ять (вірші 21, 27, 83, 118 і 261) та "мудьо" - сім (вірші 56, 63, 130, 211, 252, 257 і 262); загалом тридцять сім разів. ['Прим. автора:. Крім цього, орган називається ще "зрадником" (ст. 65) і "перелюбником" (ст. 178) і порівнюється зі стовпом (ст. 16 і 47), кілочком (ст. 84), злаком (ст. 203) і воїном (ст. 34)!]. У цьому, між іншим, більше, ніж у будь-чому іншому, позначається "барковщина" балади, бо Барков, звісно, насамперед співак фалоса. [Прим. автора:. Це випливає вже з великого розмаїття назв органа у творах Баркова: хуй, єлдак, свайка, салтик, уд, снасть, ріг, жало, битка, талант, важіль, ріжок, сопілка, шест, булава, шматіна, свай, гусак, кушак.]

Крім цього основного «ядра» непристойностей, до них належать слова: «дрочити» — один раз (вірш 26), «дрочиться» — один (вірш 256), «Єбаков» — шість (вірші 69, 77, 121, 149, 158 і 277), «єбати» — чотири (вірші 13, 81, 199 і 201), «єбля» — один (вірш 164), «єбліва» — один (вірш 233), «єть» — один (вірш 185), «зайобіна» — один (вірш 189), «обісратися» — один (вірш 274) і група: «пізда» — сім (вірші 15, 17, 89, 132, 152, 200 і 219), «діра» — один (вірш 190), «секелек» — один (вірш 153) і «щілина» — два (вірші 22 і 166). (оригінал російською)
В СРСР (приблизно з 1933 року) було заборонено використовувати мат у загальнодоступній літературі та ЗМІ (прямо про це жоден із законів не говорив, але виконувалося неухильно)[джерело?].

## Сучасне вживання

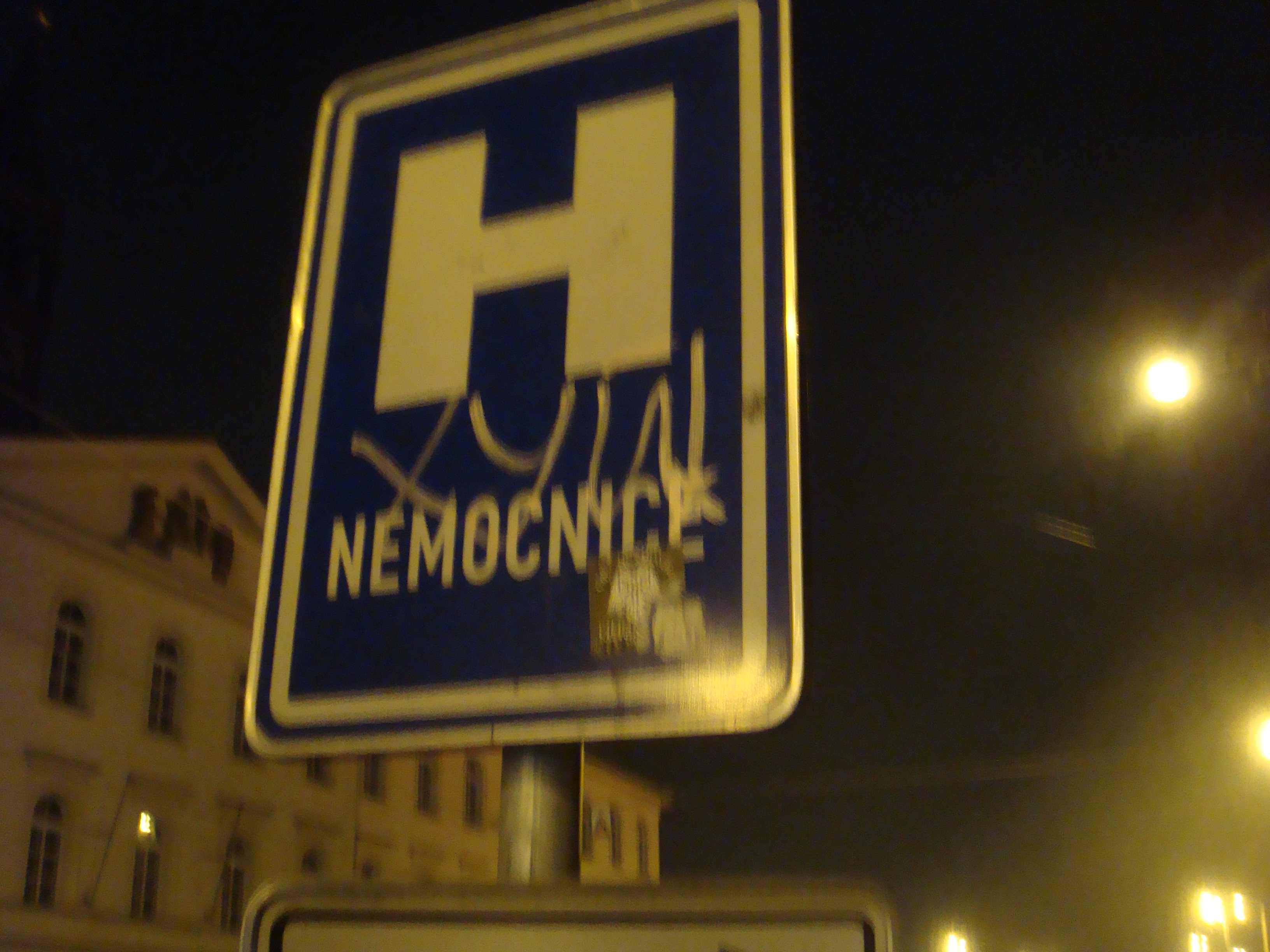
Напис «хуй» на дорожньому знаку у Празі, біля метро «Малостранська»

У пострадянську епоху після скасування цензури в Росії почала практикуватися заміна однієї чи кількох букв на зірочки (точки тощо) у друкованих та електронних ЗМІ, а в теле- та радіомовленні — «запікування» (однотонний звук, що перекриває звучання слова).
Деякі сучасні російські письменники — Едічка Лімонов, Юз Алешковський, Віктор Єрофєєв та інші — вільно використовували ненормативну лексику у своїх творах, не виключаючи та слово «хуй». У радянський період така література була «підпільною» і поширювалася самвидавницьким способом. Надалі, аж до сьогодні, як це слово, так і мат взагалі, вже стали вживані як у музичній масовій культурі — репери, панк-рок- і рок-групи (див. Захар Май «Я посилаю все на… (і нікого іншого)»; також «Хуй війні!» гурту «Тату», Володимир Єпіфанцев та Маша Макарова — так і в літературі (напр. постмодерністи Віктор Пєлєвін, Володимир Сорокін та ін.).

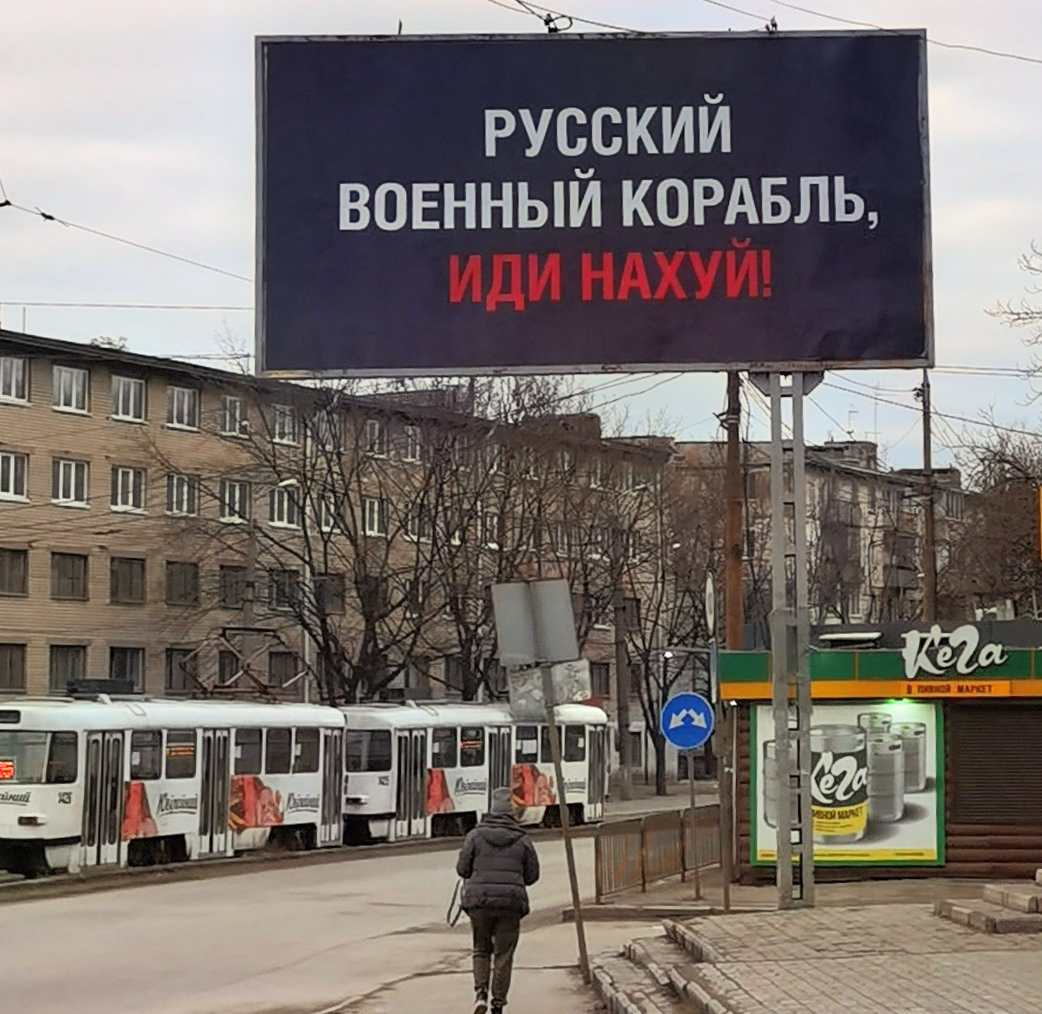
Білборд у Дніпрі

Проте більшою частиною людей мат не сприймається як пристойна річ в публічних місцях; і коли, наприклад, Філіп Кіркоров вжив лайку на пресконференції, то дістав негативну реакцію громадськості і судовий розгляд.
Після анонсування російських хештегів у «Твіттері» саме слово «хуй» зайняло лідируючу позицію в розділі «Актуальні теми у світі».
Слово «хуй» лягло в основу фрази «Російський військовий корабель, йди на хуй!» (рос. Русский военный корабль, иди на хуй!), яку, сказав український прикордонник на пропозицію російського військового корабля здатися під час атаки на острів Зміїний під час вторгнення Росії в Україну. Сама фраза стала інтернет-мемом, набула широкого поширення — використовується із «зірочкою», так без неї, у численних інтернет-матеріалах, на міських електронних табло, бордах тощо.

## Ареал слова
Слово зі східнослов'янських мов потрапило в польську мову, а також мови народів Поволжя і деякі інші мови народів СРСР, де певною мірою замінило місцеві вульгаризми, пов'язані з пенісом. Воно знайоме також жителям пострадянських країн, що пояснюється культурним впливом СРСР на сучасні країни СНД: локальних еквівалентів деяких слів досі не існує і використовуються російські слова.

## Використання в Україні

Хуліганський напис із використанням ненормативної лексики на зупинці громадського транспорту

Згідно з Кодексом України про адміністративні правопорушення, публічне вживання нецензурної лайки може розцінюватися як дрібне хуліганство (стаття 173), що карається штрафом (3-7 НМДГ) або громадськами роботами (40-60 годин), або виправними роботами (1-2 місяці з відрахуванням 20 % заробітку), або адміністративним арештом (до 15 діб). Законодавці неодноразово піднімали питання про протидію лихослів'ю, подаючи проєкти законів про «дематюкацію мови».